# Federazione di baseball e softball della Moldavia
La Federazione moldava di baseball e softball (in romeno Federaţia de Baseball şi Softball din Republica Moldova) è un'organizzazione fondata nel 1987 per governare la pratica del baseball e del softball in Moldavia.
Organizza il campionato maschile e di softball femminile, e pone sotto la propria egida la nazionale maschile e di softball femminile.